# آکولاد (نقاشی)
آکولاد (به انگلیسی: The Accolade) یا «مراسم اعطای لقب شوالیه»، از آثار نقاش بریتانیایی، ادموند بلر لیتون (۱۸۵۳ - ۱۹۲۲ میلادی) است که در سال ۱۹۰۱ میلادی خلق شده‌است.
او وفادار به سبک رومانتیسیسم بود و تا حدودی با گروه نقاشان پِری-رافائِلیت (به انگلیسی: Pre-Raphaelite Brotherhood) که سعی در اصلاح ساختار هنر نقاشی به دلیل اثرپذیری از سبکهای کلاسیک میکل آنژ و رافائل داشتند، همکاری می‌کرد. بیشتر کارهای ادموند بلر لیتون ترکیبی از خاندان سلطنتی، وقایع تاریخی و مکان‌های مذهبی در سال‌های سیاه قرون وسطی در اروپا و بریتانیاست. در این اثر، ملکه‌ای با لباسی یکپارچه سفید در مقابل جنگجویی که پیش پایش زانو زده، دیده می‌شود و با شمشیر در حال اعطای لقب شوالیه به اوست.
نقاشی‌هایی که امروزه از طرحهای ادموند کپی زده می‌شوند، در زمره پر فروش‌ترین و محبوب‌ترین کارها در بازار خرید و فروش آثار مطرح نقاشان معروف اروپایی به حساب می‌روند.